# Liste des monuments historiques protégés en 1892
Cet article recense les monuments historiques français classés en 1892.

## Protections
| Édifice                                  | Commune                  | Département         | Région                     | Protection | Base Mérimée                         | Coordonnées                        | Image |
| ---------------------------------------- | ------------------------ | ------------------- | -------------------------- | ---------- | ------------------------------------ | ---------------------------------- | ----- |
| Église Saint-Crépin-et-Saint-Crépinien   | Vichel-Nanteuil          | Aisne               | Hauts-de-France            | classé     | « PA00115972 », notice no PA00115972 | 49° 10′ 56″ nord, 3° 17′ 56″ est   |       |
| Collégiale Notre-Dame                    | Villefranche-de-Rouergue | Aveyron             | Occitanie                  | classé     | « PA00094204 », notice no PA00094204 | 44° 21′ 00″ nord, 2° 01′ 52″ est   |       |
| Fontaine du Pilori                       | Saint-Jean-d'Angély      | Charente-Maritime   | Nouvelle-Aquitaine         | classé     | « PA00105180 », notice no PA00105180 | 45° 56′ 34″ nord, 0° 31′ 11″ ouest |       |
| Tour de l'Horloge de Saint-Jean-d'Angély | Saint-Jean-d'Angély      | Charente-Maritime   | Nouvelle-Aquitaine         | classé     | « PA00105187 », notice no PA00105187 | 45° 56′ 34″ nord, 0° 31′ 11″ ouest |       |
| Croix des Thianges                       | Coust                    | Cher                | Centre-Val de Loire        | classé     | « PA00096780 », notice no PA00096780 | 46° 41′ 02″ nord, 2° 35′ 57″ est   |       |
| Castel de la Hierce                      | Brantôme                 | Dordogne            | Nouvelle-Aquitaine         | classé     | « PA00082404 », notice no PA00082404 | 45° 21′ 36″ nord, 0° 39′ 21″ est   |       |
| Domaine du prieuré de Merlande           | La Chapelle-Gonaguet     | Dordogne            | Nouvelle-Aquitaine         | classé     | « PA00082483 », notice no PA00082483 | 45° 13′ 49″ nord, 0° 37′ 09″ est   |       |
| Église Saint-Laurent                     | Saint-Laurent-des-Arbres | Gard                | Occitanie                  | classé     | « PA00103224 », notice no PA00103224 | 44° 03′ 21″ nord, 4° 41′ 33″ est   |       |
| Remparts de Saint-Laurent-des-Arbres     | Saint-Laurent-des-Arbres | Gard                | Occitanie                  | classé     | « PA00103225 », notice no PA00103225 | 44° 03′ 21″ nord, 4° 41′ 33″ est   |       |
| Château de Langoiran                     | Langoiran                | Gironde             | Nouvelle-Aquitaine         | classé     | « PA00083585 », notice no PA00083585 | 44° 42′ 28″ nord, 0° 22′ 27″ ouest |       |
| Portes de ville de Sauveterre-de-Guyenne | Sauveterre-de-Guyenne    | Gironde             | Nouvelle-Aquitaine         | classé     | « PA00083837 », notice no PA00083837 | 44° 42′ 02″ nord, 0° 04′ 36″ ouest |       |
| Église des Trois-Jumeaux                 | Saints-Geosmes           | Haute-Marne         | Grand Est                  | classé     | « PA00079232 », notice no PA00079232 | 47° 49′ 39″ nord, 5° 19′ 01″ est   |       |
| Église Saint-Remi                        | Mareuil-le-Port          | Marne               | Grand Est                  | classé     | « PA00078737 », notice no PA00078737 | 49° 04′ 26″ nord, 3° 44′ 39″ est   |       |
| Tumulus de Nillizien                     | Pontivy                  | Morbihan            | Bretagne                   | classé     | « PA00091581 », notice no PA00091581 | 48° 04′ 23″ nord, 2° 58′ 14″ ouest |       |
| Calvaire de Montgérain                   | Montgérain               | Oise                | Hauts-de-France            | classé     | « PA00114755 », notice no PA00114755 | 49° 32′ 19″ nord, 2° 35′ 02″ est   |       |
| Croix de cimetière d'Ille-sur-Têt        | Ille-sur-Têt             | Pyrénées-Orientales | Occitanie                  | classé     | « PA00104035 », notice no PA00104035 | 42° 40′ 39″ nord, 2° 36′ 59″ est   |       |
| Colonne milliaire de Saint-Hippolyte     | Saint-Hippolyte          | Pyrénées-Orientales | Occitanie                  | classé     | « PA00104119 », notice no PA00104119 | 42° 48′ 25″ nord, 2° 58′ 25″ est   |       |
| Château de Châteauneuf-du-Pape           | Châteauneuf-du-Pape      | Vaucluse            | Provence-Alpes-Côte d'Azur | classé     | « PA00082028 », notice no PA00082028 | 44° 03′ 35″ nord, 4° 49′ 38″ est   |       |
| Enceinte romaine de Venasque             | Venasque                 | Vaucluse            | Provence-Alpes-Côte d'Azur | classé     | « PA00082206 », notice no PA00082206 | 43° 59′ 06″ nord, 5° 09′ 54″ est   |       |
| Menhir du Vieux-Poitiers                 | Naintré                  | Vienne              | Nouvelle-Aquitaine         | classé     | « PA00105562 », notice no PA00105562 | 46° 46′ 21″ nord, 0° 29′ 39″ est   |       |